# قانون حماية التجارة المشروعة في الأسلحة
قانون حماية التجارة المشروعة في الأسلحة (PLCAA) هو قانون في الولايات المتحدة يحمي صانعي الأسلحة النارية وتجار الأسلحة النارية من التعرض للمساءلة عند ارتكاب جرائم بمنتجاتها. ومع ذلك، لا يزال من الممكن تحميل كل من المصنعين والتجار المسؤولية عن الأضرار الناجمة عن المنتجات المعيبة، وخرق العقد، وسوء السلوك الجنائي، وغيرها من الإجراءات التي يتحملون المسؤولية عنها بشكل مباشر بنفس الطريقة التي يتحمل بها أي مصنع للمنتجات الاستهلاكية في الولايات المتحدة المسؤولية. ويمكن أيضا أن تكون مسؤولة عن تكليف إهمال عندما يكون لديهم سبب لمعرفة المقصود بندقية للاستخدام في جريمة.
تم تقنين PLCAA في 15 USC § § 7901-7903.

## خلفية
وفي السنوات التي سبقت إقرار القانون، نجح ضحايا العنف في مجال الأسلحة النارية في الولايات المتحدة في رفع دعوى ضد المصنعين والتجار بسبب الإهمال على أساس أنه كان ينبغي لهم أن يتوقعوا تحويل منتجاتهم إلى استخدام إجرامي.
في 1998، رفع عمدة شيكاغو ريتشارد م. دالي دعوى قضائية ضد صانعي الأسلحة والتجار، قائلا: «لا يمكنك توقع الوضع الراهن على الشركات التي تجني المال ومن ثم لا تتحمل أي مسؤولية تجاهنا كمواطنين.» كما رفعت مدينة بريدجبورت، كونيتيكت، دعوى قضائية ضد العديد من شركات الأسلحة. وقال رئيس بلدية جوزيف غانم أن العمل في المدينة تهدف إلى «خلق القانون مع التقاضي.... هذا هو الطريق الذي نحن ذاهبون لأن [الصناعة لديها] دائما فعالة جدا، مع المال الوفير، ضغطت على السلطة التشريعية وأبقى القوانين من يتم تمريرها.»
في عام 2000، وقعت سميث آند ويسون، التي تواجه العديد من الدعاوى القضائية على مستوى الولاية والاتحادية، اتفاقا توسط فيه الرئيس بيل كلينتون، وافقت فيه الشركة طواعية على تنفيذ تدابير مختلفة من أجل تسوية الدعاوى. تطلب الاتفاق من سميث آند ويسون بيع البنادق فقط من خلال التجار الذين امتثلوا للقيود المفروضة على جميع البنادق المباعة بغض النظر عن الشركة المصنعة، وبالتالي يحتمل أن يكون لها تأثير محتمل أوسع بكثير من مجرد سميث آند ويسون.
ونقل عن وزير HUD أندرو كومو قوله إن مصنعي الأسلحة الذين لم يمتثلوا سيعانون من «الموت بألف تخفيضات», وقال إليوت سبيتزر إن أولئك الذين لم يتعاونوا سيكون لديهم محامون إفلاس «يطرقون بابك».
في يناير 2005، أصدرت مدينة نيويورك قانونا يسمح بالدعاوى القضائية ضد مصنعي وتجار الأسلحة التي لم تنفذ طوعا بعض تدابير السيطرة على الأسلحة.

## التاريخ التشريعي
وقد رفض مجلس الشيوخ إجراء مماثلا في 2 آذار / مارس 2004، بعد أن تم دمجه مع تمديد حظر الأسلحة الهجومية إلى تشريع واحد. [بحاجة لمصدر] 
تم تمرير القانون من قبل مجلس الشيوخ الأمريكي في 29 يوليو 2005، بتصويت 65-31. في 20 أكتوبر 2005، تم تمريره من قبل مجلس النواب مع 283 لصالح و 144 معارضة.
تم تمرير مشروع القانون النهائي فقط بعد إضافة تعديل ينص على تأمين السلامة على المسدسات، وبعد منع تجديد حظر الأسلحة الهجومية من الإضافة. .[بحاجة لمصدر]
تم توقيعه ليصبح قانونا في 26 أكتوبر 2005، من قبل الرئيس جورج دبليو بوش وأصبح القانون العام 109-92. شكر واين لابيير من الرابطة الوطنية للبنادق الرئيس بوش لتوقيعه على القانون، الذي ضغطت عليه، واصفا إياه بأنه «... أهم قطعة من التشريعات الموالية للبندقية في عشرين عاما في القانون».

## دعاوى قضائية
اعتبارا من أكتوبر 2020، طعنت سبع دعاوى قضائية في دستورية القانون بموجب التعديلات 5th و10 ، وأسفرت عن كل من قرارات محكمة الاستئناف الفيدرالية والولائية؛ كل هذه وجدت PLCAA دستوريا، باستثناء أحدثها، Gustafson v. Springfield Armory (انظر أدناه).
منذ إقرار القانون، كانت هناك قضيتان تم نقلهما إلى محاكمة هيئة محلفين للحصول على تعويضات. في البداية، وجدت هيئة محلفين لصالح متجر بندقية في ألاسكا بعد أن تم استخدام بندقية تم شراؤها من قبل جيسون كوداي في جريمة قتل. وأسفر الثاني عن حكم بقيمة ستة ملايين دولار ضد بنادق الغرير بعد أن استخدمت البنادق المباعة بإهمال هناك لإطلاق النار على ضباط الشرطة.
في عام 2016، استقر متجر بندقية ميسوري مقابل 2.2 مليون دولار، لبيع بندقية لامرأة مصابة بالفصام قتلت والدها في وقت لاحق، بعد أن قضت المحكمة العليا في ميسوري بأن الادعاء بأن البيع كان «عهدا مهملا» لم يمنعه PLCAA. وقد سبق أن حذرت والدة المرأة من المتجر بأنها غير مستقرة عقليا، وطلبت منها ألا تبيع لها مسدسا. في المحاكمة شهد المالك أنه أصدر تعليمات لموظفيه بالبيع دائما لأي شخص اجتاز فحص الخلفية الفيدرالي; شهد الخبراء الطبيون أنه كان من الواضح للموظف الذي باع المرأة البندقية أنها كانت مريضة عقليا لأنه لاحظ أنها بدت «عصبية وفي عجلة من أمرها» في ذلك الوقت.
في أكتوبر 2016، رفض قاضي محكمة كونيتيكت العليا دعوى قضائية رفعتها عائلات بعض ضحايا إطلاق النار في مدرسة ساندي هوك الابتدائية لعام 2012 ضد الشركة المصنعة (ريمنجتون)، وموزع الجملة، وتاجر التجزئة للبندقية شبه الآلية المستخدمة في إطلاق النار. قضت القاضية باربرا بيليس بأن الدعوى «تقع بشكل مباشر ضمن الحصانة الواسعة» المقدمة لمصنعي وتجار الأسلحة بموجب قانون حماية التجارة المشروعة في الأسلحة. في مارس 2019، ألغت محكمة كونيتيكت العليا حكم المحكمة الأدنى، مما سمح للمدعين بمواصلة دعواهم ضد ريمنجتون. رفضت المحكمة العليا الأمريكية التدخل في التقاضي المستمر الذي لم يتم البت فيه.
تم السماح لدعوى قضائية من قبل ضحايا إطلاق النار على ساذرلاند سبرينغز ضد متجر الأسلحة الذي باع البندقية بالمضي قدما لأن مطلق النار استخدم رخصة قيادة كولورادو كتحديد لشراء البندقية بمجلة 30-round (مجلة 30-round قياسية على البندقية). في مبيعات الأسلحة النارية إلى مقيم في دولة أخرى، يجب أن يتوافق البيع مع قوانين كل من ولايات البائع والمشتري. يحظر قانون كولورادو بيع المجلات القادرة على عقد أكثر من 15 جولات.

### دعاوى مرفوضة
n 2010، رفضت المحكمة العليا الاستماع إلى استئناف في Ileto v. Glock ، منهية دعوى قضائية ضد Glock من قبل عائلة الضحايا في إطلاق النار في مركز الجالية اليهودية في لوس أنجلوس 
رفع مركز برادي وعائلات ضحايا إطلاق النار في أورورا بولاية كولورادو عام 2012 دعوى قضائية ضد Lucky Gunner ، المتجر عبر الإنترنت حيث تم شراء بعض الذخيرة. رفض القاضي الاتحادي ريتشارد بول ماتش التهم. أمر المدعين بدفع الرسوم القانونية لـ Lucky Gunner بموجب قانون كولورادو منفصل، HB 000-208.

### غوستافسون ضد.سبرينغفيلد أرموري
وقد طعنت عدة دعاوى قضائية في دستورية PLCAA. Ileto ومقاطعة كولومبيا ضد بيريتا U. S. A. سعى دون جدوى أن يكون ذلك حكم في انتهاك مبدأ الفصل بين السلطات وبسبب عملية بند التعديل الخامس، بالاستيلاء على وظائف السلطة القضائية. دعوى قضائية أخرى ضد بيريتا وغيرها من الشركات المصنعة للبنادق، رفعتها مدينة نيويورك، جادل بأن الأنشطة التي ينظمها القانون كانت خارج سلطة الكونغرس لتنظيم التجارة بين الولايات وانتهكت التعديل العاشر من خلال اغتصاب السلطة محفوظة بشكل صحيح للولايات. 
في عام 2020 ضد Gustafson v. سبرينجفيلد أرموري ، هيئة من ثلاثة قضاة في المحكمة العليا في ولاية بنسلفانيا، نقضت محكمة أدنى في اعتبار PLCAA انتهاكًا غير دستوري للتعديل العاشر وشرط التجارة، وهي المرة الأولى التي قضت فيها المحكمة بذلك. كان المدعون والدا صبي مراهق قتل عندما صوب أحد الأصدقاء مسدسًا نحوه وأطلق النار، معتقدين خطأ أنه نظرًا لعدم وجود مجلة في البندقية في ذلك الوقت، فلن يطلق النار. لقد جادلوا بأنه كان من إهمال Springfield ، الشركة المصنعة، عدم تضمين هذه الميزة، الشائعة في المسدسات الأخرى والتي يعود تاريخها إلى قرن على الأقل. انضمت الحكومة الاتحادية على الحالة كبند من متدخل للدفاع عن دستورية PLCAA.
رفضت القاضية ديبورا كونسلمان في البداية معظم حجج المدعين، العثور على إجراءاتهم التقى بتعريف "المسؤولية المدنية المؤهلة" التي تطلب القانون من محاكم الولاية والمحاكم الفيدرالية رفضها على الفور. لم تجد في التاريخ التشريعي لـ PLCAA مؤشرا على أن الكونغرس لم يكن ينوي منع الدعاوى مثل Gustafsons, وأنه يشترط صراحة أنه في حالات مثل قضيتهم، إدانة مطلق النار بالقتل غير العمد، عمل إجرامي طوعي، يعتبر السبب الوحيد للإصابة، مزاعمهم بعيب المنتج على الرغم من. كما رفضت الاحتجاج بالتهرب الدستوري وقراءة النظام الأساسي بشكل ضيق لاستبعاد القضية الحالية، حيث اعتقدت أن PLCAA أثارت أسئلة دستورية حيث " ينشأ تجاوز اتحادي (وسيستمر في الظهور) في كل قضية PLCAA.
وهكذا كانت كونسيلمان أكثر تقبلاً لهجوم جوستافسون على دستورية PLCAA ، حيث إن «الكونجرس اغتصب سلطات شرطة الولايات المنصوص عليها في القانون العام وتوزيع سلطة التشريع بين فروع حكومة الولاية» في تمريره، حيث قرأت PFCAA لمنع أي ادعاء ضرر لا يرتبط أيضًا بدعوى قانونية، وهي حجة عاتبتها المدعى عليهم لفشلهم في الإجابة، وبدلاً من ذلك اعتمدت فقط على بند السيادة. وخلصت المحكمة الابتدائية إلى أن القانون هو تنظيم شرعي للتجارة بين الولايات على أساس اسمه؛ رفض كونسيلمان هذا الأمر ووصفه بأنه أمر سهل، «فالإحترام المفرط يمنح الكونجرس رخصة لتفسير الدستور». لقد رفضت النتيجة التي توصلت إليها الدائرة الثانية في الدعوى المرفوعة في مدينة نيويورك بأن PLCAA كانت ضمن سلطة الكونجرس لمجرد أن صناعة الأسلحة النارية كانت بلا شك تجارة بين الولايات.
كتب كونسيلمان: «ما إذا كان القانون ينظم صناعة تعمل في التجارة بين الولايات أو التجارة الخارجية ليس من الفئات الثلاث لسلطة الكونجرس بموجب بند التجارة». «ما إذا كان القانون ينظم النشاط الخاص الذي يؤثر بشكل كبير على التجارة بين الولايات»؛ في الحالة الحالية، وجدت أن عائلة غوستافسون لم تشارك في التجارة بين الولايات لأنهم لم يمتلكوا البندقية. استشهد كومسيلمان بقرارين للمحكمة العليا بهذا المعنى: الولايات المتحدة ضد. لوبيز ، التي أبطلت إدانة بموجب قانون مناطق المدارس الخالية من الأسلحة الفيدرالية لعام 1990، وجدت أن القانون تجاوز حدود تنظيم التجارة بين الولايات، وقضية الاتحاد الوطني للأعمال المستقلة. سيبيليوس ، حيث اتفق غالبية القضاة، في آراء منفصلة، على أن التفويض الفردي لشراء التأمين الصحي بموجب قانون حماية المريض والرعاية الميسرة كان غير دستوري لأنه أجبر على المشاركة في التجارة بين الولايات.
أعلنت المحكمة العليا أنها ستراجع القرار en banc.

## الاهتمام المتجدد
بعد 2012 أورورا ، كولورادو، وساندي هوك، كونيتيكت، حوادث إطلاق النار، وقد شنت جهدا متجددا لإلغاء قانون حماية التجارة المشروعة في الأسلحة لجعل من الممكن لضحايا العنف المسلح لمقاضاة مصنعي الأسلحة النارية والتجار على مجموعة أوسع من الأسباب.

### انتخابات 2016
خلال الانتخابات الرئاسية الأمريكية لعام 2016، أصبح القانون قضية حملة، لا سيما في الانتخابات التمهيدية للحزب الديمقراطي..
وذكرت هيلاري كلينتون أنها ستلغي القانون إذا تم انتخابها، قائلة: «إنهم العمل الوحيد في أمريكا المحمي بالكامل من أي نوع من المسؤولية. يمكنهم بيع مسدس لشخص يعرفون أنه لا ينبغي عليهم، ولن يتم مقاضاتهم. لن تكون هناك عواقب.» بعد وقت قصير من تقديم كلينتون لهذا الادعاء، صنف مدقق الحقائق Politifact البيان كاذبا، مشيرا إلى أن الشركات والكيانات الأخرى في أمريكا لديها مستويات مماثلة أو أكبر من الحماية ضد المسؤولية، وأن تجار الأسلحة النارية والمصنعين لا يزالون عرضة للدعاوى القضائية والمسؤولية.
بيرني ساندرز، الذي صوت كعضو في الكونغرس لصالح القانون في عام 2005، دافع عن القانون في أكتوبر 2015، قائلا: «إذا كان شخص ما لديه بندقية ويقع في أيدي قاتل والقاتل يقتل شخص ما بمسدس، هل تحمل الشركة المصنعة للبندقية المسؤولية؟ ليس أكثر مما كنت تحمل شركة مطرقة مسؤولة إذا ضرب شخص ما شخصا على رأسه بمطرقة.» لقد غير موقفه إلى حد ما في يناير 2016، قائلا إنه سيفضل الإلغاء الجزئي للقانون 

### انتخابات 2020
في عام 2020، تعرض بيرني ساندرز للهجوم مرة أخرى للتصويت لصالح القانون، خاصة من قبل جو بايدن 
في حين يستمر العنف المسلح كقضية اجتماعية وسياسية رئيسية في الولايات المتحدة، فإن صناعة الأسلحة النارية أبطلت دعاوى الدعاوى المدنية من ضحايا العنف المسلح بسبب الحماية من المسؤولية التي يمنحها القانون الفيدرالي للأعمال. وفقا لمركز التقدم الأمريكي (منظمة معروفة بدعم وجهات النظر الليبرالية)، يمنع PLCAA «ضحايا العنف المسلح من متابعة المطالبات القانونية الراسخة ضد مصنعي وبائعي الأسلحة غير المسؤولين-دون تقديم وسيلة بديلة لتعويض الضحايا.» الاستثناءات ضمن القانون التي تسمح للدعاوى القضائية بالمضي قدما تندرج تحت إجراءات«التفويض المهمل» و«الاستثناء الأصلي»، والتي تستهدف تجار التجزئة المهملين أو المصنعين الذين انتهكوا القوانين المحلية المطبقة على بيع الأسلحة النارية، لكن من الصعب إثبات هذه الحالات ونادرا ما يتم مسح عتبة PLCAA في المحكمة.
تقرير 2007 في المجلة الأمريكية للصحة العامة ينص على أن PLCAA يحتمل أن تكون خطرة على الصحة العامة لأنه يزيل كل من التنظيم والتقاضي كحوافز لشركات الأسلحة النارية لجعل منتجاتها أكثر أمانا.
وتزعم بعض الدوائر وجهة النظر هذه، بما في ذلك معهد كاتو للأبحاث التحررية، الذي أشار إلى أن «الغرض من PLCAA هو كبح الجهود التي يبذلها دعاة السيطرة على الأسلحة للتحايل على الهيئات التشريعية للولايات ومهاجمة حقوق التعديل الثاني من خلال سلسلة لا تنتهي من الدعاوى القضائية ضد الشركات المصنعة وتجار التجزئة للأسلحة النارية لتحميلهم المسؤولية المالية عن الجرائم المرتكبة باستخدام الأسلحة التي يصنعونها ويبيعونها.».
ومع ذلك، لاحظ علماء القانون أن دعاة PLCAA لم يلاحظوا أي تغييرات في الآثار المالية لصناعة الأسلحة النارية. وأشارت مراجعة القانون من قبل الجامعة الميثودية الجنوبية في دالاس، تكساس أن: "المعارضين PLCAA... يجادل بأن ما يسمى "موجة المد والجزر من التقاضي" المستخدمة لتبرير مرور PLCAA مبالغ فيها من حيث الحجم والتكلفة. يشيرون إلى مناقشات الكونغرس التي تدرس برادة SEC لعمالقة الأسلحة مثل Smith & Wesson & Ruger. فبدلا من الكشف عن مئات الملايين من الدولارات في تكاليف التقاضي التي يزعم أن مؤيدي PLCAA موجودون، فإنهم يعرضون أرقام مبيعات بملايين الدولارات، ولكن فقط الحد الأدنى من النفقات القانونية. كما أن الحد الأدنى، وفقا لهؤلاء المعارضين، هو عدد الدعاوى التي تواجهها صناعة الأسلحة، وهو ما يمثل سبعة وخمسين فقط من أصل عشرة ملايين دعوى ضرر قدمت بين عامي 1993 و 2003... يسعى الكثيرون إلى الانتصاف الزجري فقط، وبالتالي لا يمكن أن يكون لها آثار معوقة اقتصاديا يخشى مؤيدو PLCAA.“

## روابط خارجية
- نص PLCAA
- جلسات الاستماع في منزل PLCAA
- تقرير حالة Govtrack.us على S 397